# Сонячне затемнення 13 листопада 2012 року
Сонячне затемнення 13 листопада 2012 року (14 листопада 2012р. у східній півкулі) — повне сонячне затемнення, яке буде найкраще видно в районі північно-східних областей Австралії, південної частини Тихого океану та частково на південному узбережжі Чилі й сягне величини 1.0500. 
Найбільший еліпс можна буде спостерігати протягом 4 хвилин 2 секунд саме на міжнародній лінії зміни дат 13 листопада 2012 року. Це 2000км на схід від Нової Зеландії, та 9600км на захід від Чилі. В Чилі це затемнення можна спостерігати лише при заході Сонця у вигляді часткового еліпса.
Дане затемнення є останнім з двох сонячних затемнень, що відбудуться у 2012р. До цієї групи належать також сонячне затемнення 20 травня 2012р.

## Зображення
Анімація шляху перебігу затемнення 

## Спортивні заходи
Саме під час цього повного сонячного затемнення у м. Порт-Дуглас (Австралія) відбудеться перший у світі «Марафон сонячного затемнення». В перегонах візьме участь близько 2000 бігунів з багатьох країн світу. За планом вони розпочнуться в момент, коли саме перші промені Сонця покажуться з-за лімба Місяця після повного затемнення.

## Інші сонячні затемнення з цієї серії

### Сонячні затемнення 2011-2014
Дана серія сонячних затемнень повторюється приблизно через кожні 177 діб та 4 години .
Примітка: Часткові сонячні затемнення 4 січня 2011 та 1 липня 2011 відбулися протягом попередньої серії затемнень.  
| Вузол, що заходить | Вузол, що заходить                        |       | Вузол, що сходить                          | Вузол, що сходить |
| Сарос              | Карта                                     | Сарос | Карта                                      |                   |
| 118                | 1 червня 2011 Часткове (північна півкуля) | 123   | 25 листопада 2011 Часткове                 |                   |
| 128                | 20 травня 2012 Кільцеподібне              | 133   | 13 листопада 2012 Повне                    |                   |
| 138                | 10 травня 2013 Кільцеподібне              | 143   | 3 листопада 2013 Гібридне                  |                   |
| 148                | 29 квітня 2014 Кільцеподібне              | 153   | 23 жовтня 2014 Часткове (північна півкуля) |                   |

## Зовнішні посилання
- www.eclipser.ca: Джей Андерсон - Повне сонячне затемнення 13/14 листопада 2012р.
- Марафон сонячного затемнення - вебсайт події (англ.)